# 洛氏新唇脂鯉
洛氏新唇脂鯉為輻鰭魚綱脂鯉目琴脂鯉亞目複齒脂鯉科的其中一種，為熱帶淡水魚，被IUCN列為極危保育類動物，分布於非洲三比西河上游流域，體長可達1.8公分，棲息在氾濫平原，以小型無脊椎動物為食，生活習性不明。

## 扩展阅读
維基物種上的相關：洛氏新唇脂鯉